# WDR26
WDR26‏ (WD repeat domain 26) هوَ بروتين يُشَفر بواسطة جين WDR26 في الإنسان.